# Kostaq Kota

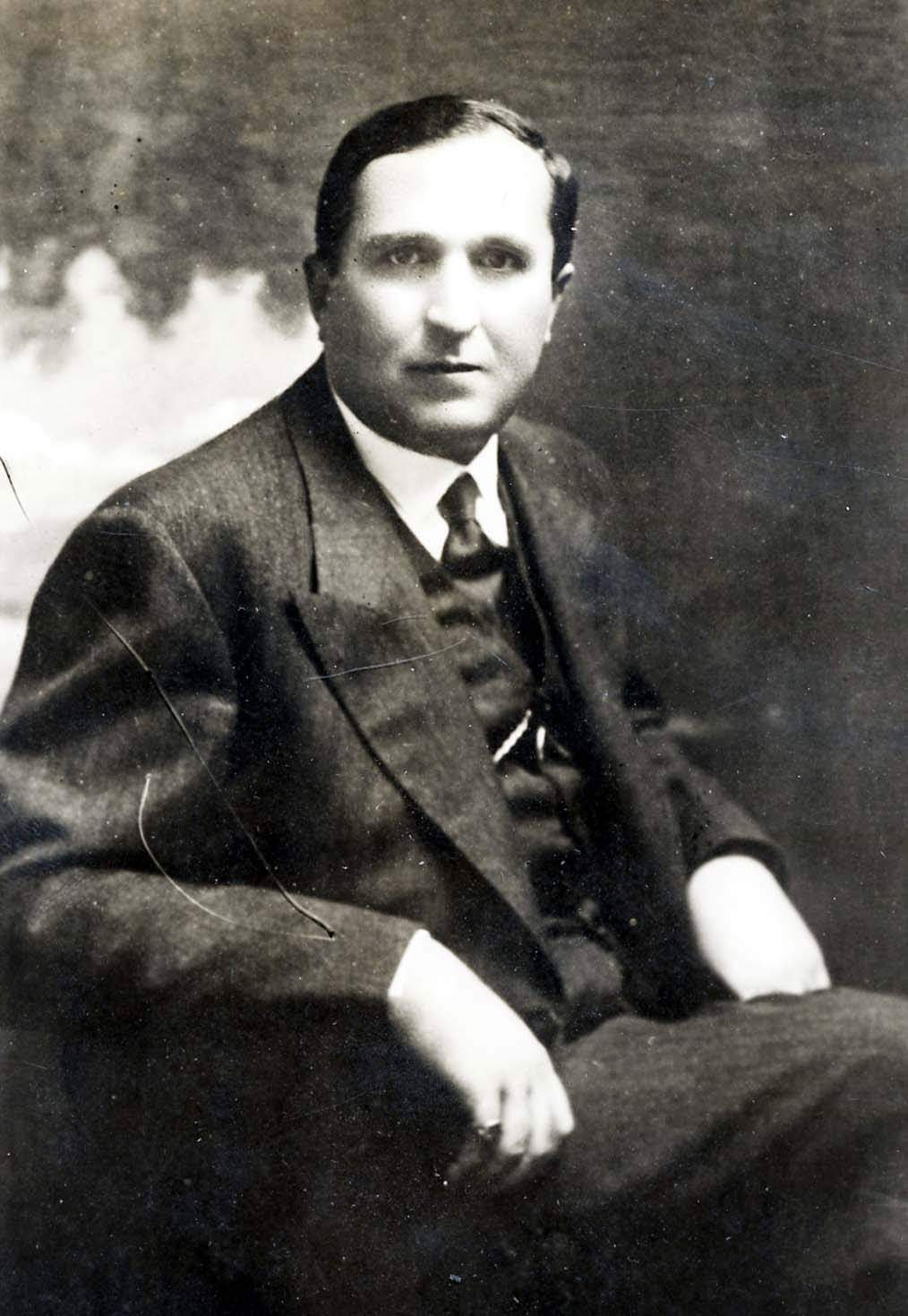
Kostaq Kota

Kostaq (Koço) Kota (* 1889 in Korça, damals Osmanisches Reich; † 1949 in Burrel) war ein albanischer Politiker, der unter anderem zwischen 1928 und 1930 sowie erneut von 1936 bis 1939 Ministerpräsident des Königreichs Albanien war.

## Leben
Kostaq Kota arbeitete als Grundschullehrer und wurde 1913 Generalsekretär im Unterrichtsministerium. Er nahm am 31. Januar 1920 beim Kongresses von Lushnja (Këshilli Kombëtar i Lushnjës) teil. Am 27. Dezember 1923 wurde er zum Mitglied der Verfassunggebenden Versammlung (Kuvendi Kushtetuës) gewählt. Er war zwischen dem 1. Februar und dem 23. September 1925 Innenminister im dritten Kabinett von Ministerpräsident Ahmet Zogu. Am 17. Mai 1925 wurde er Mitglied der Abgeordnetenkammer (Dhoma e Deputetëve) und fungierte zwischen dem 1. Juni 1925 und dem 7. Juni 1928 als deren Präsident. Das Amt des Innenministers bekleidete er vom 11. Mai bis 1. September 1928 auch im siebten Kabinett Zogu. Am 17. August 1928 erfolgte seine Wahl zum Mitglied der Verfassunggebenden Versammlung (Asambleja Konstituente), aus der nach dem Inkrafttreten der Verfassung des Königreichs Albanien (Statutit të Mbretërisë) das Parlament wurde.
Am 5. September 1928 löste Kota Ahmet Zogu als Ministerpräsidenten ab und bekleidete dieses Amt bis zu seiner Ablösung durch Pandeli Evangjeli am 6. März 1930. In dieser Zeit bildete er zwei Kabinette, in denen er vom 5. September 1928 bis zum 6. März 1930 auch wieder das Amt des Innenministers übernahm.
Bei den Wahlen vom 17. November 1932 sowie 31. Januar 1937 wurde er abermals zum Mitglied des Parlaments gewählt und fungierte zwischen 1932 und 1936 erneut als Parlamentspräsident (Kryetar i Parlamentit). Er gehörte dem Parlament bis zur Besetzung Albaniens durch Italien am 7. April 1939 an. Am 9. November 1936 übernahm er als Nachfolger von Mehdi Bej Frashëri zum zweiten Mal das Amt des Ministerpräsidenten. Sein Kabinett galt als das "deutsche Kabinett", da viele der Mitglieder Deutsch sprachen und seine Regierung sich eng an Nazideutschland anlehnen wollte.
Das Amt hatte er ebenfalls bis zur italienischen Besetzung am 7. April 1939 inne. Er bildete in dieser Zeit sein drittes Kabinett. Seine Amtszeit war von Spannungen zwischen Italien-Nahestehenden und mehr Unabhängigkeit suchenden Parteien geprägt; die zeigten sich zum Teil auch in der Religionszugehörigkeit der Kabinettsmitglieder, das wie alle albanischen Regierungen religiös gemischt war. Kostaq Kota gehörte der autokephalen orthodoxen Kirche von Albanien an.
Nach dem Einmarsch der Italiener floh er mit Ahmet Zogu in das Königreich Griechenland. Er war als Vertreter der königstreuen Legalitätsbewegung Legaliteti und Mitglied einer bilateralen Kommission für die Zusammenarbeit mit Griechenland, der auch Dhimitër Falo und Koço Tasi von der Balli Kombëtar, Xhafer Leskoviku von der Besatzungsregierung und Selman Riza als Vertreter des Kosovo angehörten. Im Dezember 1944 wurde Kostaq Kota vom Geheimdienst Sigurimi in Thessaloniki entführt, nach Albanien gebracht und in einem von der Partei der Arbeit Albaniens eingesetzten Sondergericht (Gjyqi Special për Kriminelët e Luftës dhe Armiqtë e Popullit) im Frühjahr 1945 zu 30 Jahren Freiheitsstrafe verurteilt. Er verstarb 1949 im Gefängnis von Burrel.